# Marek Magierowski
Marek Grzegorz Magierowski (ur. 12 lutego 1971 w Bystrzycy Kłodzkiej) – polski dziennikarz, dyplomata i polityk. 
Z wykształcenia hispanista. W latach 2015–2017 dyrektor Biura Prasowego Kancelarii Prezydenta Rzeczypospolitej Polskiej, w latach 2017–2018 podsekretarz stanu w Ministerstwie Spraw Zagranicznych. W latach 2018–2021 ambasador RP w Izraelu. Od 2021 do 2024 ambasador w Stanach Zjednoczonych.

## Życiorys

### Wykształcenie
Marek Magierowski maturę zdał w Liceum Ogólnokształcącym im. Powstańców Śląskich w Bystrzycy Kłodzkiej. W 1994 ukończył studia hispanistyczne na Uniwersytecie im. Adama Mickiewicza w Poznaniu. Pracę magisterską napisał o Camilo José Celi.

### Kariera dziennikarska
Karierę dziennikarską rozpoczynał w „Najwyższym Czasie” i „Gazecie Poznańskiej”, następnie pracował w poznańskim oddziale „Gazety Wyborczej”. W latach 1995–2001 był dziennikarzem „Gazety Wyborczej”. Od 2001 kierował działem zagranicznym, później działem biznesowym w tygodniku „Newsweek Polska”, następnie był zastępcą redaktora naczelnego tygodnika „Forum”. W latach 2006–2011 był zastępcą redaktora naczelnego w „Rzeczpospolitej”. Od stycznia 2013 do września 2015 był publicystą tygodnika „Do Rzeczy”. Swoje felietony publikował w miesięczniku „W drodze” i „Przewodniku Katolickim”. Od września 2014 przez rok współprowadził audycję „Ekonomia raport” w Telewizji Republika. Magierowski był laureatem nagrody im. Krzysztofa Dzierżawskiego (2007) oraz nominowany do Nagrody im. Dariusza Fikusa.
Jest autorem książki Zmęczona. Rzecz o kryzysie Europy Zachodniej (2013).

### Kariera polityczno-dyplomatyczna
We wrześniu 2015 zrezygnował z pracy w tygodniku „Do Rzeczy” i przeszedł do Kancelarii Prezydenta RP Andrzeja Dudy, gdzie został zatrudniony jako ekspert ds. dyplomacji publicznej, a 1 grudnia 2015 został dyrektorem biura prasowego, zastępując na tym stanowisku Katarzynę Adamiak-Sroczyńską. 5 maja 2017 złożył rezygnację z zajmowanego stanowiska, która tego samego dnia została przyjęta. 24 maja 2017 został powołany na podsekretarza stanu w Ministerstwie Spraw Zagranicznych ds. dyplomacji ekonomicznej, polityki amerykańskiej i azjatyckiej. 1 czerwca 2018 odwołany z tego stanowiska. 25 czerwca 2018 objął stanowisko ambasadora Polski w Izraelu. Kadencję zakończył faktycznie w sierpniu 2021, a formalnie 7 listopada 2021. Miesiąc wcześniej, 6 października 2021, został zaakceptowany przez sejmową Komisję Spraw Zagranicznych na ambasadora w Stanach Zjednoczonych. 3 listopada został mianowany ambasadorem, akredytowanym także na Bahamach. Stanowisko w Waszyngtonie objął 23 listopada 2021. W 2022 został laureatem nagrody Ministra Spraw Zagranicznych Amicus Oeconomiae 2022 za wkład w promocję polskiej gospodarki i wsparcie polskiego biznesu.
W lipcu 2024 Magierowski zakończył pełnienie obowiązków ambasadora. W związku z tym zażądał zapłacenia prawie miliona złotych w zamian za podpisanie rezygnacji.

### Życie prywatne
Marek Magierowski deklaruje znajomość: angielskiego, francuskiego, niemieckiego, hiszpańskiego, włoskiego, portugalskiego, katalońskiego oraz hebrajskiego.
Żonaty z Anną z domu Ornatowską. Mają dwoje dzieci.
W 2020 otrzymał honorowe obywatelstwo Bystrzycy Kłodzkiej.